# Potrerillos, Badiraguato
Potrerillos är en ort i Mexiko.   Den ligger i kommunen Badiraguato och delstaten Sinaloa, i den västra delen av landet, 1 100 km nordväst om huvudstaden Mexico City. Potrerillos ligger 854 meter över havet och antalet invånare är 110.
Terrängen runt Potrerillos är huvudsakligen kuperad, men norrut är den bergig. Runt Potrerillos är det mycket glesbefolkat, med 6 invånare per kvadratkilometer. Närmaste större samhälle är San Javier de Abajo, 3,8 km nordväst om Potrerillos. I omgivningarna runt Potrerillos växer huvudsakligen savannskog.